# Cytidinetrifosfaat
Cytidinetrifosfaat of CTP is een ribonucleotide die is opgebouwd uit het nucleobase cytosine, het monosacharide ribose en drie fosfaatgroepen.

## Biochemische functies
De belangrijkste taak van het CTP is te dienen als substraat voor synthese van RNA tijdens de transcriptie.
Cytidinetrifosfaat is ook een leverancier van chemische energie. In tegenstelling tot ATP, die aan talrijke biochemische processen deelneemt, is CTP een specifieke bio-organische verbinding. Cytidinetrifosfaat treedt op als inhibitor van het enzym aspartaatcarbamoyltransferase.
Uridinetrifosfaat wordt door het CTP-synthase omgezet in cytidinetrifosfaat. Het gevormde cytidinetrifosfaat inhibiteert zelf reversibel deze omzetting door middel van feedback-inhibitie.